# Artur Hazelius
Artur Immanuel Hazelius (30. listopadu 1833 – 27. května 1901) byl švédský učitel, vědec a folklorista, zakladatel etnografického muzea Nordic Museum a muzea v přírodě Skansen ve Stockholmu. Muzeum Skansen se stalo modelem pro další podobná muzea ve Skandinávii i jinde a slovo „skansen“ se stalo synonymem pro muzea pod otevřeným nebem.

## Život a dílo
Hazelius se narodil ve Stockholmu jako syn Johanna Augusta Hazelia, který byl vojenským úředníkem, politikem a novinářem. Studoval na universitě v Uppsale a v roce 1860 získal doktorský titul. Poté pracoval jako učitel. Podílel se na tvorbě několika učebnic a také na jazykové reformě.
V roce 1869 byl sekretářem švédské sekce na Skandinávském ortografickém kongresu ve Stockholmu a v roce 1871 publikoval jeho výsledky. Radikální reformy v švédském hláskování, které zde byly navrženy, nebyly Švédskou akademií přijaty. Vedly k tomu, že v roce 1874 vydal Johan Erik Rydqvist (1800–1877) první vydání velmi konzervativního hláskoslovného slovníku (Svenska Akademiens Ordlista). Nicméně později bylo mnoho návrhu kongresu zahrnuto v šestém vydáním tohoto slovníku.
Během svého cestování si Hazelius všiml, jak švédský folklor, především architektura a další části materiální kultury, mizí vlivem industrializace, stěhování a dalších procesů modernizace. Proto se v roce 1872 rozhodl založit muzeum švédské etnografie, které se původně (1873) jmenovalo Skandinávská etnografická sbírka (Skandinavisk-etnografiska samlingen) a od roku 1880 nese název Severské muzeum (nejprve Nordiska Museum, později Nordiska museet).
V roce 1891 založil muzeum v přírodě ve Skansenu, které se stalo vzorem pro další muzea v přírodě v severní Evropě a později i jinde. K myšlence založení tohoto muzea ho přivedla návštěva královské sbírky budov, která byla založená poblíž Osla v roce 1881.
Pro Nordic Museum Hazelius získal řadu předmětů z celého Švédska a dalších severských zemí – jako nábytek, oblečení, hračky, atd. Jeho hlavním zájmem byla venkovská kultura, ale jeho následovníci začali sbírat také věci spojené s městskou kulturou. Pro muzeum ve Skansenu sbíral celá stavení a zemědělské usedlosti.
I přesto, že zpočátku neměl tento projekt takovou podporu státu, jak Hazelius doufal, měl širokou podporu a už v roce 1898 měla Společnost pro podporu Nordic Museum (Samfundet för Nordiska Museets främjande) 4525 členů. V roce 1891, deset let před Hazeliovou smrtí, přidělil švédský parlament (Riksdag) muzeu určitou částku a v roce 1900 byla tato suma dvojnásobná. V posledních letech svého života žil Hazelius v jedné budově ve Skansenu. Zemřel 27. května 1901 a 4. února 1902 byl pohřben ve Skansenu.
Hazeliusovou manželkou byla Sofia Elisabeth Grafströmová, dcera Anderse Abrahama Grafströma, básníka a člena Švédské akademie (Swedish Academy). Jediný syn Gunnar Hazelius (1874–1905) se stal správcem Nordic Museum. Gunnarova dcera Gunnel Hazelius-Berg se později stala správkyní sbírek oděvů ve Skansenu a její manžel profesor Gösta Berg byl nějaký čas ředitelem obou muzeí.